# Ivica Prtenjača
Ivica Prtenjača (Rijeka, 27. siječnja 1969.) je hrvatski književnik i urednik.

## Život i djelo
Studirao je kroatistiku na nekadašnjem Pedagoškom fakultetu u Rijeci. Radio je kao čitač vodomjera, naplatničar plina, dostavljač sladoleda, skladištar, građevinski radnik, galerist, serviser vatrogasnih aparata, trgovac, knjižar, voditelj marketinga, glasnogovornik.Radio je u izdavačkim kućama Profil i Školska knjiga. Istaknuti je promotor književnosti, sudionik, voditelj i organizator književnih susreta i događanja. Predsjednik je odbora Goranova proljeća. Na Hrvatskom radiju vodi i autorski potpisuje emisije “Moj izbor” i “Jutro na Trećem”. U književnosti se javlja kao pjesnik, pripadnik mlade generacije koja je stasala u drugoj polovici 1990-ih. Uvršten je u više antologija i pregleda hrvatske poezije. Prozni debi ostvaruje romanom “Dobro je, lijepo je” (2006). Piše i predloške za dramske izvedbe. Pjesme i knjige su mu prevođene na 20-ak jezika. Predstavljao je hrvatsku književnost na brojnim susretima u inozemstvu.
Član je Hrvatskog društva pisaca. Živi i radi u Zagrebu.

## Djela
- „Pisanje oslobađa”, poezija, 1999.
- „Yves”, poezija, 2001.
- „Nitko ne govori hrvatski”, izbor poezije, (s B. Čegecom i M. Mićanovićem), 2002.
- „Dobro je, lijepo je”, roman, 2006.
- „Uzimaj sve što te smiruje”, poezija, 2006.
- „Okrutnost”, poezija, 2010.
- „Kod Yvesa”, priče, 2011.
- „Brdo”, roman, 2014.
- „Tiho rušenje”, roman, 2017.
- „Sine, idemo kući“, roman, 2021.

## Nagrade
- Nagrada 25. Salona mladih za književnost 1998. za „Pisanje oslobađa”
- Kvirinova nagrada za najbolju knjigu pjesama autora do 35 godina, 2000. za „Yves”
- Nagrada Kiklop za pjesničku knjigu godine, 2006. za „Uzimaj sve što te smiruje”
- Nagrada Risto Ratković za najbolju pjesničku knjigu u BiH, Crnoj Gori, Hrvatskoj i Srbiji, 2009. za „Okrutnost”
- Nagrada Kiklop za pjesničku knjigu godine, 2010. za Okrutnost
- Nagrada VBZ-a i TISAKmedije za najbolji neobjavljeni roman, 2014. za „Brdo”
- Nagrada Vladimir Nazor za književnost za djelo „Sine, idemo kući“

## Vanjske poveznice
- Utjeha kaosa, Antologija suvremenog hrvatskog pjesništva, Ivica Prtenjača